# Chen Meng
Chen Meng (陈梦 Qingdao, 15 januari 1994) is een Chinees tafeltennisspeelster. Ze werd tweede tijdens de wereldkampioenschappen en twee keer wereldkampioen met het team.

## Carrière
Chen Meng is een aanvallende speler.
Sinds 2012 is ze steeds meer aanwezig op het internationale toneel. Op de World Tour Qatar Open won ze haar eerste gouden medaille in het enkelspel en bij de Koeweit Open haar eerste gouden medaille in het dubbelspel.
In 2013 speelde Chen haar eerste wereldkampioenschap, waar ze in de achtste finale verloor van Li Xiaoxia. In het dubbelspel won ze samen met Zhu Yuling brons. Bij de Aziatische kampioenschappen won ze brons in het enkelspel en goud in het gemengd dubbelspel en met het team.
In 2014 won Chen met het nationale team de gouden medaille bij de wereldkampioenschappen. In de finale versloeg ze het Japanse team.
In 2015 speelde Chen bij de WK alleen in het gemengd dubbelspel met Emmanuel Lebesson, waar ze bij de beste 32 kwamen.
In 2016 won Chen met het team de gouden medaille bij de WK in Kuala Lumpur. Voor de Olympische Spelen werd zij niet genomineerd. In 2017 speelde Chen Meng bij de wereldkampioenschappen, waar ze in de kwartfinale in het enkelspel tegen Zhu Yuling verloor. Bij de Aziatische kampioenschappen kwam ze naar de halve finale en won brons.
In 2018 speelde ze samen met het team de World Team Cup, waar ze met het team ook goud won.

## Successen[4]

### Wereldkampioenschappen
- 2013 brons in het dubbelspel
- 2014 goud met het team
- 2015 R32 gemengd dubbelspel
- 2016 goud met het team
- 2017 kwartfinale in het enkelspel
- 2017 zilver in het dubbelspel
- 2021 brons in het enkelspel

### World Cup
- 2015 goud met het team

### World Tour Grand Finals
- 2012 brons in het enkelspel
- 2015 zilver in het enkelspel
- 2017 goud in het enkelspel
- 2017 goud bij de dubbelspel

### Jeugdwereldkampioenschappen
- 2008 achtste finale in het enkelspel
- 2008 goud met het team
- 2009 brons in het enkelspel
- 2009 goud in het dubbelspel
- 2009 brons bij gemengd dubbelspel
- 2009 goud met het team
- 2011 goud in het enkelspel
- 2011 goud in het dubbelspel
- 2011goud bij gemengd dubbelspel
- 2011 goud met het team

1988: Chen Jing ·
1992: Deng Yaping ·
1996: Deng Yaping ·
2000: Wang Nan ·
2004: Zhang Yining ·
2008: Zhang Yining ·
2012: Li Xiaoxia ·
2016: Ding Ning ·
2020: Chen Meng ·
2024: Chen Meng
2008: Guo Yue, Wang Nan, Zhang Yining ·
2012: Ding Ning, Guo Yue, Li Xiaoxia ·
2016: Ding Ning, Li Xiaoxia, Liu Shiwen ·
2020: Chen Meng, Sun Yingsha, Wang Manyu ·
2024: Chen Meng, Sun Yingsha, Wang Manyu